# Hank Williams the Roy Orbison Way
Hank Williams the Roy Orbison Way är ett studioalbum av Roy Orbison, utgivet i augusti 1969 på skivbolaget MGM Records. Albumet är producerat av Don Gant. Det är ett tributalbum med sånger av countrymusikern Hank Williams.

## Låtlista
Samtliga låtar skrinva av Hank Williams, om annat inte anges.
1. "Kaw-Liga" (Hank Williams/Fred Rose)
2. "Hey Good Lookin'"
3. "Jambalaya (On the Bayou)"
4. "(Last Night) I Heard You Crying In Your Sleep"
5. "You Win Again"
6. "Your Cheatin' Heart"
7. "Cold, Cold Heart"
8. "A Mansion on the Hill" (Hank Williams/Fred Rose)
9. "I Can't Help It (If I'm Still in Love With You)"
10. "There'll Be No Teardrops Tonight"
11. "I'm So Lonesome I Could Cry"